# Obiektowa pamięć masowa
Obiektowa pamięć masowa – termin częściej w języku polskim używany w oryginalnym brzmieniu object storage (.ang) lub rzadziej jako magazyn obiektów – sposób przechowywania i zarządzania dużą ilością danych w pamięciach masowych w formie obiektów (ang. objects) w przeciwieństwie do innych architektur pamięci masowej, takich jak systemy plików, które zarządzają danymi jako hierarchią plików, oraz pamięcią blokową, która zarządza danymi jako blokami w sektorach i ścieżkach. Obiekt to pojedynczy zasób, który zawiera dane wraz z metadanymi, takimi jak np. nazwa, typ, data modyfikacji, a także unikalny identyfikator. 
Obiektowe systemy pamięci masowej umożliwiają przechowywanie ogromnych ilości nieustrukturyzowanych danych, w których dane są zapisywane raz i odczytywane raz (lub wiele razy). Magazyn obiektów może przechowywać od niewielkiego pliku tekstowego do terabajtów danych filmowych. W przypadku „tradycyjnych” pamięci masowych plikowych i blokowych rozszerzanie dostępnej pamięci masowej na potrzeby określonej aplikacji lub systemu zazwyczaj oznacza skalowanie pionowe poprzez dodawanie kolejnych poziomów hierarchicznych do infrastruktury pamięci masowej. Natomiast obiektowa pamięć masowa umożliwia skalowanie systemów w poziomie i prawie bez ograniczeń.
Dostęp do danych w object storage jest udostępniany w usługach takich jak Amazon S3, OpenStack Swift czy też Microsoft Azure Blob Storage. Object storage jest szeroko wykorzystywany w chmurach obliczeniowych oraz w aplikacjach internetowych i mobilnych. Jest wykorzystywana do przechowywania obiektów, takich jak filmy i zdjęcia na Facebooku, muzyka na Spotify lub pliki w usługach współpracy online, takich jak Dropbox. Jednym z ograniczeń związanych z obiektową pamięcią masową jest to, że nie jest ona przeznaczona do przechowywania danych transakcyjnych, ponieważ pamięć obiektowa nie została zaprojektowana w celu zastąpienia dostępu i udostępniania plików NAS; nie obsługuje mechanizmów blokowania i udostępniania potrzebnych do utrzymywania jednej, dokładnie zaktualizowanej wersji pliku.